# Liste von Militärs/Y
- Yamagata, Aritomo (1838–1922), japanischer Armeereformer und Premierminister
- Yamamoto, Isoroku (1884–1943), japanischer Admiral im Zweiten Weltkrieg
- Yamamoto, Tsunetomo (1659–1719), japanischer Samurai und Autor
- Yamashita Tomoyuki (1885–1946), japanischer General; Befehlshaber auf den besetzten Philippinen; als Kriegsverbrecher hingerichtet
- Yarborough, William P. (1912–2005), US-amerikanischer General; Fallschirmjäger; „Vater der Green Berets“; erster Kommandeur des Special Warfare Centers
- Yeager, Chuck (1923–2020), US-amerikanischer Pilot, erster horizontaler Überschallflug
- Yi Sun-sin (1545–1598), koreanischer Admiral
- Yeo, Sir James Lucas (1782–1818), britischer Admiral in den Napoleonischen Kriegen und im Krieg von 1812
- Yorck von Wartenburg, Johann David Ludwig Graf (1759–1830), preußischer Feldmarschall
- York, Alvin Cullum (1887–1964), gen. „Sergeant York“, amerikanischer Kriegsheld im Ersten Weltkrieg
- York und Albany, Friedrich August, Herzog von (1763–1827), 2. Sohn Georgs III. von England, Fürstbischof von Osnabrück, unfähiger britischer Feldmarschall
- Ypsilantis, Alexander (1792–1828), russischer General im Kampf um die Unabhängigkeit Griechenlands
- Ysenburg-Philippseich, Ludwig von (1815–1889), königlich bayerischer Generalleutnant und Kommandant von München